# Aeternae
Los Aeternae eran una raza de criaturas legendarias descritas en los viajes de Alejandro Magno. Cuando el ejército de Alejandro pasaba por las llanuras del norte de la India, supuestamente se encontraron con los Aeternae, que mataron a algunos de los hombres de Alejandro. Se describió a los Aeternae como matando e hiriendo a enemigos con «protuberancias huesudas con dientes de sierra que brotaban de sus cabezas».